# جويل جراتيرول
جويل جراتيرول (بالإسبانية: Joel Graterol) (15 مايو 1997 ببلنسية في فنزويلا - ) هو لاعب كرة قدم فنزويلي في مركز حراسة المرمى.

## روابط خارجية
- جويل جراتيرول على موقع قاعدة بيانات كرة القدم.إي يو (الإنجليزية)
- جويل جراتيرول على موقع ناشيونال فوتبول تيمز (الإنجليزية)
- جويل جراتيرول على موقع Soccerway.com (الإنجليزية)